# Tat Wood
Tat Wood es coguionista (con Lawrence Miles inicialmente) de las guías de episodios About Time de la serie de televisión Doctor Who. Esta serie de libros, iniciada en 2004, enfatiza la importancia de comprender la serie en el contexto de la política, la cultura y la ciencia británicas. El Volumen Seis fue, salvo una pieza de invitado de Robert Shearman y la contribución de Lars Pearson, casi en su totalidad obra de Wood. Los volúmenes siete, ocho y nueve fueron coescritos con Dorothy Ail después de que Miles dejó el proyecto. Wood and Ail actualizaron las ediciones de libros electrónicos de los volúmenes cinco y seis. El Volumen Tres actualizado, ampliado sustancialmente únicamente por Wood pero conservando algunas piezas del trabajo de Miles, se publicó en 2008 y se incluyó en la lista larga para el Premio BSFA de no ficción. Un Volumen Cuatro revisado está previsto para 2020.
Además de esta serie, Wood ha contribuido a trabajos de no ficción para otras editoriales, incluidas Relative Dissertations in Time and Space (Manchester University Press 2006). The Cult TV Book (IB Tauris 2010). TARDIS Outside In volume 2 (ATB Books 2013) y Outside In Boldly Goes (2015). En noviembre de 2014 dio una charla para el simposio 'ON TV' celebrado en Sheffield por la Universidad de Northampton. Él y Ail escribieron Historia mundial en minutos para Quercus Books en 2015.
Wood también ha escrito para Doctor Who Magazine, Starburst, TV Zone, Film Review y Xpose sobre temas tan diversos como los círculos de las cosechas, el fraude de arte, los problemas de adaptar novelas infantiles para la televisión y el engaño de Piltdown. En una edición de 1993 de "Dreamwatch", escribió un artículo titulado "¡Hai! Anxiety", en el que la era de Jon Pertwee de la serie fue, inusualmente para la época, sometida a críticas sostenidas.
También participa activamente en el fandom de Doctor Who, en particular como editor de los fanzines Spectrox, Yak Butter Sandwich y Spaceball Ricochet. Algunos de sus escritos de fans se incluyeron en la antología License Denied, publicada en 1997.
Después de un año trabajando en Francia, ahora reside en los EE. UU.